# Erica Kane
Erica Kane es un personaje ficticio de la serie de televisión All My Children, ella junto con el Dr. Joe Martin , son unos de los dos caracteres restantes originales desde el episodio estreno de la serie. Creada en la década de 1960, el personaje ha sido interpretado por la actriz Susan Lucci desde el estreno de la serie (5 de enero de 1970). Erica está considerada la más popular de telenovela en la historia. TV Guide llama "de forma inequívoca la telenovela más famosa en la historia de la televisión durante el día".